# Cry for Me (canción de The Weeknd)
«Cry for Me» es una canción interpretada por el cantautor canadiense The Weeknd, incluida en su sexto álbum de estudio, Hurry Up Tomorrow (2025). Se lanzó como el tercer sencillo del disco el 4 de febrero de 2025 a través de XO y Republic Records.

## Antecedentes y lanzamiento
«Cry for Me» es una canción con una producción que mezcla ritmos de R&B y trap, sintetizadores en tonalidad menor, guitarras distorsionadas y efectos vocales modificados digitalmente. Su letra aborda la angustia y el aislamiento, elementos recurrentes en Hurry Up Tomorrow.
La canción fue lanzada como el tercer sencillo de Hurry Up Tomorrow el 4 de febrero de 2025.

## Recepción

### Comentarios de la crítica
«Cry for Me» recibió comentarios positivos de los críticos musicales. Nick Levine de NME destacó el tono introspectivo de la canción, señalando que «refleja la sensación de estar atrapado en una prisión en lo alto de un penthouse». Nick Seip de la revista Slant Magazine la describió como un punto destacado del álbum, mencionando que su melodía recuerda al sonido de Beauty Behind the Madness (2015), con «una producción acorde a los últimos trabajos del artista». Por su parte, Jon Pareles de The New York Times la interpretó como una «nota de suicidio dejada en un mensaje de voz», resaltando su letra oscura y la fusión de elementos musicales.

## Promoción

### Presentaciones en vivo
El 2 de febrero de 2025, The Weeknd interpretó «Cry for Me» por primera vez en la 67.ª edición de los Premios Grammy. Dicha actuación marcó su regreso a la ceremonia tras un boicot de tres años debido a desacuerdos con la Academia de la Grabación sobre el proceso de nominaciones. El cantante apareció en el escenario con un abrigo largo y la cabeza cubierta, rodeado de humo, para interpretar una versión descrita por Billboard como «intensa», antes de que Playboi Carti se uniera a él para interpretar «Timeless».

## Posicionamiento en listas

### Semanales
| Australia      | ARIA Top 50 Singles           | 20 |
| Estados Unidos | Adult Pop Songs               | 31 |
| Estados Unidos | Pop Airplay                   | 33 |
| Estados Unidos | Rhythmic                      | 29 |
| Finlandia      | Suomen Virallinen Singlelista | 13 |
| Irlanda        | Irish Singles Chart           | 29 |
| Islandia       | Tonlist                       | 10 |
| Italia         | Top Singoli                   | 20 |
| Lituania       | AGATA Top 100                 | 11 |
| Países Bajos   | Single Top 100                | 24 |
| Noruega        | VG-lista                      | 14 |
| Nueva Zelanda  | NZ Top 40 Singles Chart       | 35 |
| Reino Unido    | UK Singles Chart              | 8  |
| Reino Unido    | UK Streaming Chart            | 19 |
| Reino Unido    | UK Hip Hop/R&B                | 2  |

## Premios y nominaciones
| Año  | Premio                          | Nominado   | Categoría        | Resultado | Ref.   |
| ---- | ------------------------------- | ---------- | ---------------- | --------- | ------ |
| 2025 | Nickelodeon Kids' Choice Awards | Cry for Me | Canción favorita | Nominada  | [ 10 ] |